# الکساندرا شوالد
الکساندرا شوالد (آلمانی: Alexandra Schwald؛ زادهٔ ۱۸ مهٔ ۱۹۷۶) بازیکن فوتبال اهل آلمان بود.
از باشگاه‌هایی که در آن بازی کرده‌است می‌توان به باشگاه فوتبال زنان فرایبورگ اشاره کرد.